# 埃德蒙·施托伊贝尔

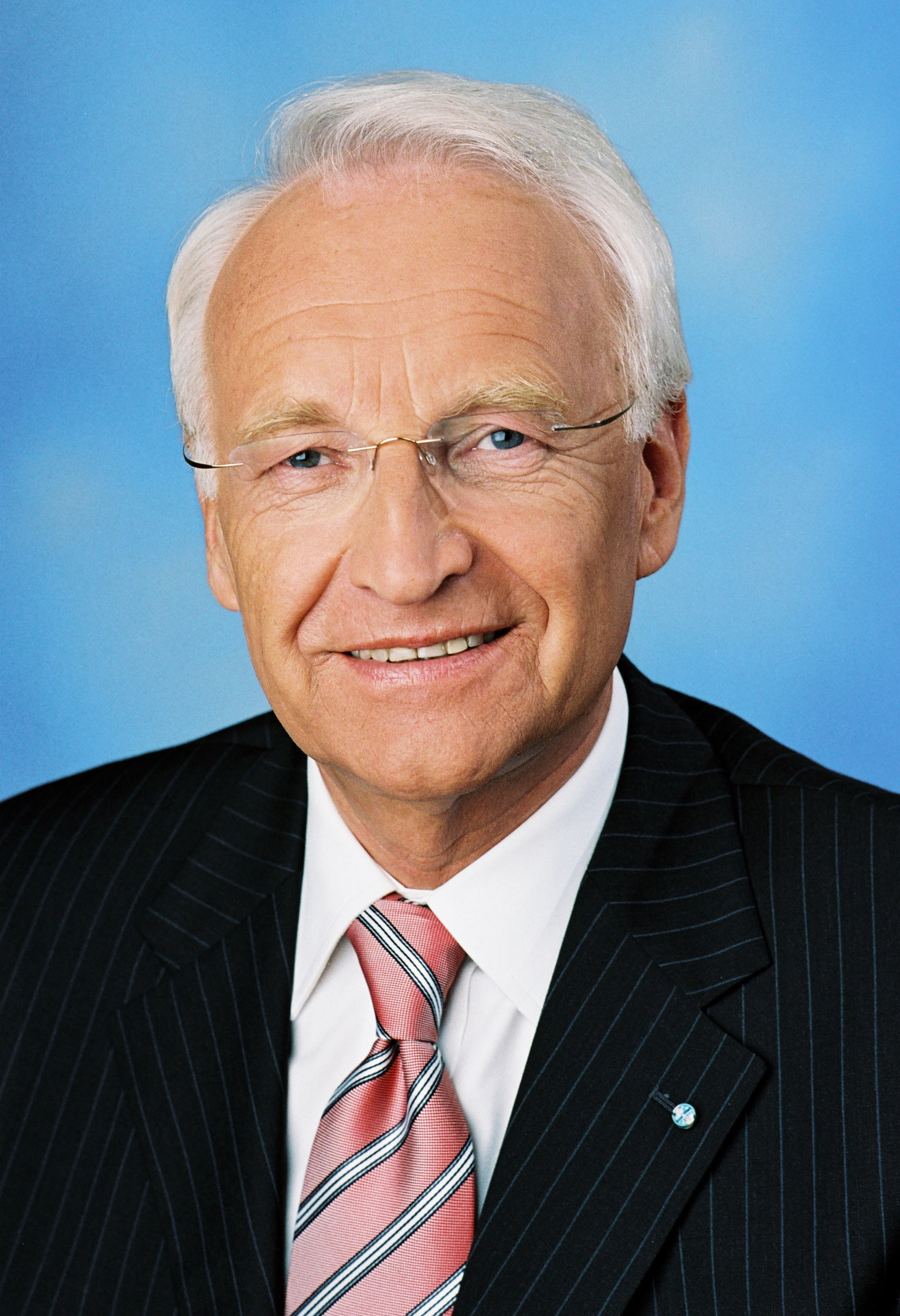
埃德蒙·施托伊贝尔

埃德蒙·吕迪格·施托伊贝尔（德語：Edmund Rüdiger Stoiber，1941年9月28日—），德国政治人物。1993年5月28日至2007年9月30日，担任巴伐利亚州州长。1998年至2007年，担任基督教社会联盟党主席。